# Суперкубок Малайзії з футболу 2015
Суперкубок Малайзії з футболу 2015  — 30-й розіграш турніру. Матч відбувся 31 січня 2015 року між чемпіоном Малайзії клубом Джохор Дарул Тазім та володарем кубка Малайзії клубом Паханг.
| Володар Суперкубка Малайзії 2015 |
| -------------------------------- |
|                                  |
| Джохор Дарул Тазім Перший титул  |

## Матч

### Деталі
| 31 січня 2015 14:45 (EEST) |

| Джохор Дарул Тазім      | 2:0      | Паханг |
| ----------------------- | -------- | ------ |
| Антоніо 38' Фігероа 58' | Протокол |        |

| Хассан Юнус, Джохор-Бару |